# Bayou Moon
Bayou Moon, pubblicato nel 1985, è il quarto album solista di Tom Newman, produttore e musicista inglese.
Dopo sette anni passati alla produzione d'importanti musicisti e cantanti internazionali, Tom Newman torna con un lavoro interamente ispirato dai soggiorni passati negli States. Il musicista ricrea attraverso dieci "bozzetti" strumentali le proprie impressioni derivate dall'osservazione del delta del Mississippi e delle lande del Centro America. Bayou Moon raccoglie sonorità che spaziano dalla musica tradizionale americana al country, dalle "nenie" indiane al blues, dalla musica ambient a quella etnica. In totale solitudine Newman esegue le sue performance come pluri-strumentista utilizzando massicce dosi di suoni elettronici, steel guitar, armonica a bocca, fiati, archi, percussioni acustiche, elettroniche e una miriade di altri strumenti musicali.
L'album uscì nel 1985 all'interno della serie "Landscape" prodotta dalla Coda Records, etichetta inglese indipendente specializzata in musica fusion, jazz e new Age. Da molti critici Bayou Moon è considerato il miglior album di Tom Newman, il "più geniale" come scrisse nel 1986 il magazine americano "Mew Musical Express". Per molti versi può essere facilmente accostato alla fortunata colonna sonora di Ry Cooder per il film di Wim Wenders "Paris, Texas".

## Landscape Series
Da una idea di Nick Austin.
Composto, Arrangiato, Suonato, Registrato e Prodotto da Tom Newman.
Musica pubblicata dalla Banquet Music Ltd.

## Tracce
1. Concierto de mango in E major – 7:53
2. Straw dogs – 1:40
3. Gumbo fling 1 – 2:11
4. Fur traders descending the Missouri – 5:15
5. Gumbo fling 2 – 1:11
6. Moonrise – 7:09
7. Voodoo de bayou – 5:59
8. Gumbo fling 3 – 1:23
9. Alligator walk – 5:28
10. Gumbo fling 4 – 0:26

## Uscita Discografica in LP
- Coda Records (1985) codice NAGE2

## Stampe in CD
- Coda Records (1985) codice 830502-2 (stampato in Germania per mercato europeo)
- Hearts Of Space (1986) codice 830502-2 (stampato in USA per mercato americano)

## Grafica
Il fronte della copertina è una foto di Chris Craske che ritrae la luna riflessa in uno stagno. Nel retro copertina del vinile è presente un primo piano fotografico di Tom Newman.